# Carcelia pallidipes
Carcelia pallidipes là một loài ruồi trong họ Tachinidae.